# クリアクリーク郡 (コロラド州)
クリアクリーク郡（英: Clear Creek County）は、アメリカ合衆国コロラド州の中央部北に位置する郡である。2010年国勢調査での人口は9,088人であり、2000年の9,322人から2.5％減少した。郡庁所在地はジョージタウン（人口1,034人）であり、同郡で人口最大の町はアイダホスプリングス（人口1,717人）である。クリアクリーク郡はロッキー山脈の中にあるが、デンバー・オーロラ・ブルームフィールド大都市圏およびデンバー・オーロラ・ボルダー広域都市圏に属している。

## 歴史
クリアクリーク郡は1861年11月1日にコロラド準州によって創設された最初の17郡の１つである。ギルピン郡と共に創設当時の領域が変わっていないことでは、2つしかない郡の1つである。郡名は大陸分水界から下って郡内を流れるクリア・クリーク（小川）に因んで名付けられた。当初の郡庁所在地はアイダホスプリングスだったが、1867年に現在のジョージタウンに移された。

## 地理
アメリカ合衆国国勢調査局に拠れば、郡域全面積は396.46平方マイル (1,026.8  km2)であり、このうち陸地は1,024.2平方マイル (3,970.3 km2)、水域は1.01平方マイル (2.6 km2)で水域率は0.25％である。

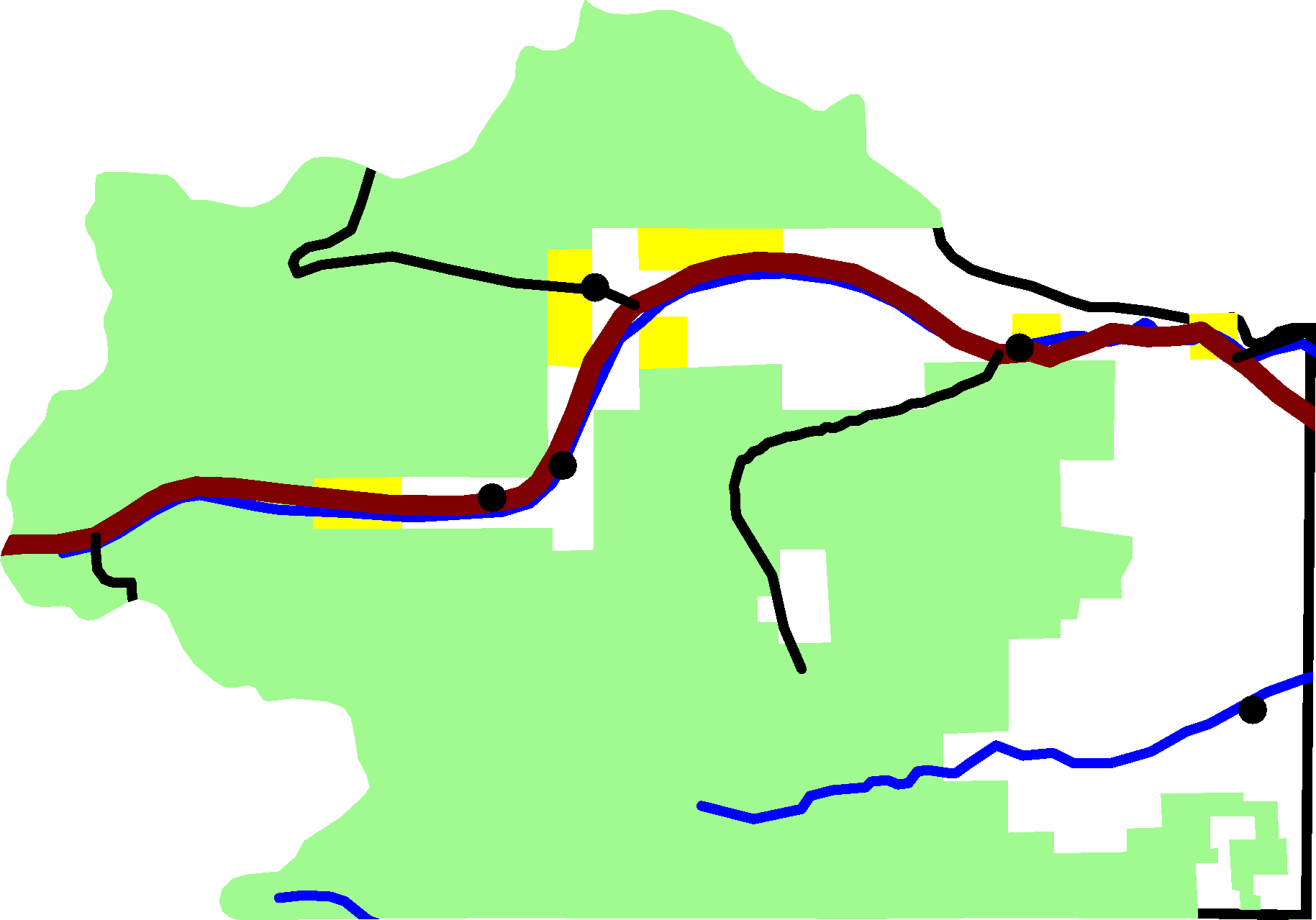
クリアクリーク郡の地形、緑は国有林など、赤い線は州間高速道路70号線

### 隣接する郡
- ギルピン郡 - 北東
- ジェファーソン郡 - 東
- パーク郡 - 南
- サミット郡 - 西
- グランド郡 - 北西

## 人口動態

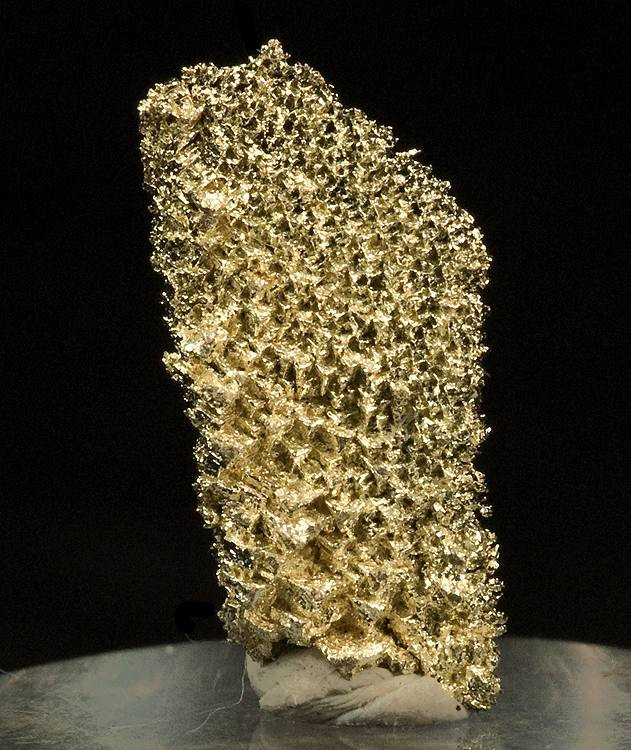
金の標本、アイダホスプリングスの南西、ラマータイン地区のディキシー鉱山採掘、大きさは 1.8 x 0.9 x 0.2 cm.

以下は2000年国勢調査による人口統計データである。
| 基礎データ - 人口: 9,322人 - 世帯数: 4,019 世帯 - 家族数: 2,608 家族 - 人口密度: 9人/km2（24人/mi2） - 住居数: 5,128軒 - 住居密度: 5軒/km2（13軒/mi2） 人種別人口構成 - 白人: 96.37% - アフリカン・アメリカン: 0.28% - ネイティブ・アメリカン: 0.73% - アジア人: 0.36% - 太平洋諸島系: 0.03% - その他の人種: 1.02% - 混血: 1.20% - ヒスパニック・ラテン系: 3.87% 年齢別人口構成 - 18歳未満: 22.6% - 18-24歳: 5.6% - 25-44歳: 32.6% - 45-64歳: 32.2% - 65歳以上: 7.1% - 年齢の中央値: 40歳 - 性比（女性100人あたり男性の人口） - 総人口: 108.8 - 18歳以上: 110.2 | 世帯と家族（対世帯数） - 18歳未満の子供がいる: 28.2% - 結婚・同居している夫婦: 54.6% - 未婚・離婚・死別女性が世帯主: 6.9% - 非家族世帯: 35.1% - 単身世帯: 27.2% - 65歳以上の老人1人暮らし: 4.3% - 平均構成人数 - 世帯: 2.31人 - 家族: 2.81人 収入と家計 - 収入の中央値 - 世帯: 50,997米ドル - 家族: 61,400米ドル - 性別 - 男性: 41,667米ドル - 女性: 30,757米ドル - 人口1人あたり収入: 28,160米ドル - 貧困線以下 - 対人口: 5.4% - 対家族数: 3.0% - 18歳未満: 6.8% - 65歳以上: 5.6% |

## 都市と町

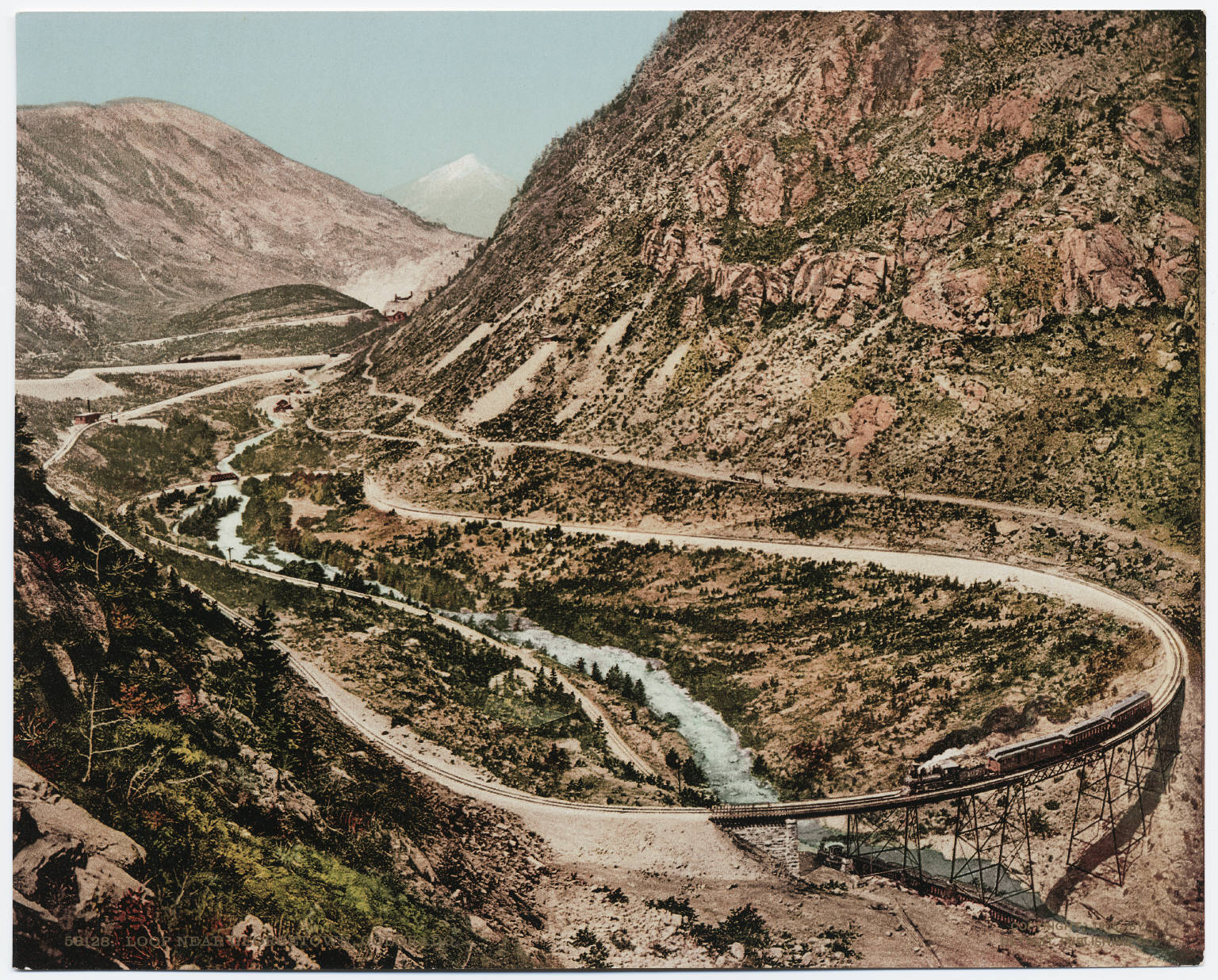
ジョージタウンループの絵葉書

- ジョージタウン - 郡庁所在地
- アイダホスプリングス
- ダウニービル・ローソン・デュモント
- エンパイア
- シルバープルーム
- セントメアリーズ

## 歴史的地域
- ジョージタウンループ歴史的鉱山鉄道公園
- ジョージタウン・シルバープルーム国立歴史地区

## 国有林と原生地
- パイク国立の森
- ルーズベルト国立の森
- ジェイムズ・ピーク原生地
- エバンス山原生地

## 国立景観道路
- アメリカン・ディスカバリー・トレイル
- 大陸分水界国立景観トレイル
- グレイズピーク国立レクリエーション・トレイル
- エバンス山国立レクリエーション・トレイル
- グアネラ峠景観側道
- エバンス山景観側道